# Frátsia
Frátsia (Fratsia) är en ort i Grekland.   Den ligger i prefekturen Nomós Piraiós och regionen Attika, i den södra delen av landet, 210 km söder om huvudstaden Aten. Frátsia ligger 346 meter över havet och antalet invånare är 148. Den ligger på ön Kythera.
Terrängen runt Frátsia är huvudsakligen kuperad, men den allra närmaste omgivningen är platt. Frátsia ligger uppe på en höjd.  Närmaste större samhälle är Potamós, 8,9 km norr om Frátsia. 